# مرقد السلطان محمد عابد
مرقد السلطان محمد عابد (بالفارسية: آرامگاه امامزاده سلطان محمد عابد) هو مرقد شيعي تاريخي يعود إلى الدولة السلجوقية، ويقع في كاخك.